# Kate Rice
Kate Rice (22. prosince 1882 St. Marys – 3. ledna 1963 Minnedosa) byla kanadská prospektorka, dobrodružka a spisovatelka z Ontaria, která se usadila a těžila horniny v severní Manitobě. Stala se známou pro svůj dobrodružný život, brilantní mysl, sošnou krásu a úspěch v mineralogickém průmyslu, kterému se v té době věnovalo jen velmi málo žen.

## Životopis
Narodila se v roce 1882. Jejími rodiči byli Henry Lincoln Rice (1857–1933) a Charlotte „Lottie” Rice (1862–1941) rozená Carter. Rodina patřila k vyšší střední třídě St. Marys v Ontariu. Její otec se jako obchodník s obilím, který po smrti svého tchána, zakladatele rodinného podniku George Cartera (1826–1899), rodáka z irského Tipperary, zdědil celý podíl ve společnosti Carter Milling Co., potýkal s měnícím se obchodním prostředím.
Dědeček Kate Rice z otcovy strany, reverend Dr. Samuel Dwight Rice (1815–1884), byl pokrokový metodistický duchovní, který v Hamiltonu založil vysokou školu pro ženy. Henry L. Rice naučil svou dceru v šesti letech jezdit na kánoi. Společně tábořili podél Řeky svaté Marie, kdy jí vyprávěl příběhy o Danielu Boonovi a vštípil jí celoživotní zájem o dobrodružství a přírodu.

### Studium a kariéra
Rice studovala na Torontské univerzitě a dvakrát získal stipendium Edwarda Blakea. Studovala matematiku, fyziku a astronomii. Promovala v roce 1906. V roce 1908 se přestěhovala na západ do Tees v Albertě, kde učila na letní škole. Poté přijala místo profesorky matematiky na Albert College v Belleville v Ontariu. V letech 1911 a 1912 pak učila v Yorktonu v Saskatchewanu, kde začala objevovat kanadské Skalisté hory. Věnovala se horolezectví, především v Kaskádovém pohoří. To se stalo její vášní a později se stala členkou Alpského klubu Kanady.
Ve svých 29 letech se rozhodla, že chce založit usedlost a podílet se na otevření „nové hranice” Kanady na severu. Protože až do roku 1929 nebyly ženy v Kanadě považovány za právnické osoby a nemohly tedy vlastnit nemovitosti ani mít právní nárok na usedlosti, Kate požádala svého bratra Lincolna, aby pro ni na své jméno zakoupil 6 km severně od města The Pas v Manitobě. V roce 1913 začala farmařit.

### Geologický průzkum

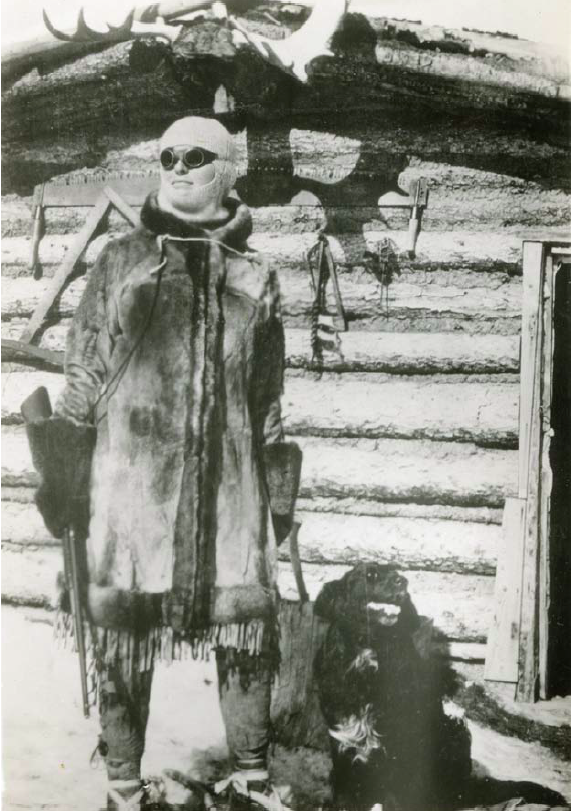
Kate Rice před svojí chatou ve Wekusko Lake

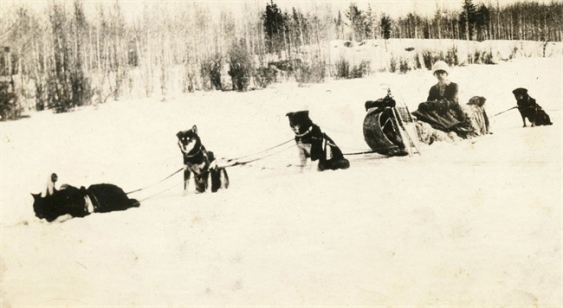
Kate Rice se svým psím spřežením

Krátce poté, co se Rice přestěhoval do The Pas, se objevily zprávy o objevu zlata 90 km severně u jezera Beaver Lake. Kate Rise začala studovat prospekci a četla vše, co našla o geologii. Spřátelila se s místními Cree, naučila se jejich jazyk a lovila a chytala zvířata do pastí. V roce 1914 si půjčila peníze, tzv. „grubstake”, od starého přítele ze studií a najala si creeského průvodce, aby ji na psím spřežení odvezl na sever k Beaver Lake. Poté se vydala na kánoi dále na sever do Brochetu, kde začala s prospektorskou činností. Při této první výpravě objevila u jezera Reindeer Lake zinkové naleziště, ale nárok na něj neohlásila, protože do oblasti nevedla železnice a bylo by obtížné ji rozvíjet.
V roce 1915 se vydala s vlastním psím spřežením prozkoumat oblast Beaver Lake, kde podávala své první nároky na povolení těžby. V této době si najala „Starého Isaaca”, místního staršího Cree, aby ji naučil jak chytat do pastí, lovit, řídit psí spřežení a střílet. Místní Creeové jí říkali „Mooniasquao” (Bílá žena).
Následujícího roku uzavřela partnerství s Richardem „Dickem” Wooseyem. Woosey byl veteránem britského 18. královského husarského pluku, který bojoval ve druhé búrské válce, v Indii a podél afghánských hranic. Oba společně postavili odlehlou chatu a pracovali jako tým, až do Wooseyovy smrti v roce 1940. Ačkoli se často spekulovalo o jejich osobním vztahu, Kate vždy trvala na tom, že byl čistě profesionální. V roce 1917 podala další nároky na povolení těžby u jezera Herb Lake, které nechala vyměřit, prokázat a ocenit. Několik desetiletí poté prováděla průzkum v oblastech Wekusko Lake, Herb Lake a Snow Lake a také v minerálních pásmech Burntwood a Flin Flon.
V roce 1928 navštívila Toronto, kde si začala získávat pozornost médií jako „nejpitoresknější návštěvnice”, která získala své jméno v notoricky drsném světě severského lovu a prospektorství. Kate Rice bylo těžké přehlédnout, měřila metr osmdesát a měla vyčesané zlatavé blond vlasy. Ještě několik let poté ji deník Toronto Star pronásledoval při jejích pravidelných návštěvách za rodiči na jihu a mezinárodní tisk až v Austrálii pravidelně zaznamenával její výkony. Kate Rice občas psala pro Toronto Star dobře přijímané články o tématech, která ji zajímala více než bulvár.
Rice bylo jednou nabídnuto 500 000 dolarů za jeden z jejích článků, ale rozhodla trvat na dvojnásobku částky. Kupec nakonec od koupě odstoupil a Kate dokázala článek prodat pouze za 20 000 dolarů společnosti International Nickel (INCO). Rice a Wooseyho později zažaloval C. E. Hermann, její bývalý společník, za porušení smlouvy týkající se jiného nároku na těžbu, který byl oceněn (na určitou dobu) na 5 milionů dolarů. Její četné objevy mědi a niklu nakonec vedly k rozvoji velkých důlních provozů a vzniku těžebního centra Thompson v Manitobě. Rice se také pokusila o získání dalších pohledávek.

### Pozdější roky
Od roku 1940 žila ve srubu na svém ostrově na jezeře Wekusko, kde psala, zahradničila, rybařila, lovila a prováděla geologický průzkum na své malé 12stopé plátěné kánoi „Duckling” (Kachňátko). Napsala několik článků do vědeckých časopisů o meteorologických a astronomických pozorováních, která uskutečnila na svých cestách po kanadském severu. Vydala o nich také několik publikací. Proslavila se také schopností vychovávat a cvičit psy pro spřežení a dovedností je řídit, aniž by se uchýlila k použití biče.
Po tolika letech života v izolaci na svém ostrově se začala obávat o vlastní duševní zdraví. V roce 1960 ve věku 77 let opustila divočinu a ubytovala se v Brandonském ústavu pro duševně choré. Po vyšetření ji lékaři ujistili, že není blázen, ale spíše „jen prospektorka”. Přesto se v roce 1962 přestěhovala do pečovatelského domu v Minnedose v Manitobě, kde o rok později zemřela. Nakonec zůstala bez prostředků a byla pohřbena v neoznačeném hrobě.

## Odkaz a uznání
Ostrov, na kterém Kate Rice žila na jezeře Wekusko, byl v roce 1946 oficiálně uznán pod názvem Rice Island. V roce 2013 byla na ostrově instalována pamětní deska s nápisem: „Na památku Kathleen „Kate” Rice. Za polární záře, která osvětlovala její průkopnickou cestu, promlouvala její odvaha a etika, zatímco její činy a prospektorská činnost pomohly definovat Sever, který známe.”
V roce 2009 se noviny ze Snow Lake Underground Press postavily do čela kampaně na získání finančních prostředků, aby na hrobě Kate Rice v Minnedose vztyčili náhrobní kámen s nápisem „Prospektorka a průkopnice Severu, výjimečná žena divočiny”. Podobný kámen byl vztyčen v The Pas na hrobě Dicka Wooseyho.
V roce 2013 byla Kate Rice uvedena do Kanadské hornické síně slávy.
Jeden z příbuzných věnoval její dokumenty, včetně nepublikovaných pamětí a kreseb, do archivu Manitobské univerzity.